# Максим Лужанін
Максим Лужанін (справж. — Олександр Каратай; 2 листопада 1909, с. Пруси, Слуцький повіт, Мінська губернія — 13 жовтня 2001, Мінськ, Білорусь) — білоруський поет, прозаїк, кінодраматург, перекладач. Дружина — Євгенія Пфляумбаум.

## Біографія

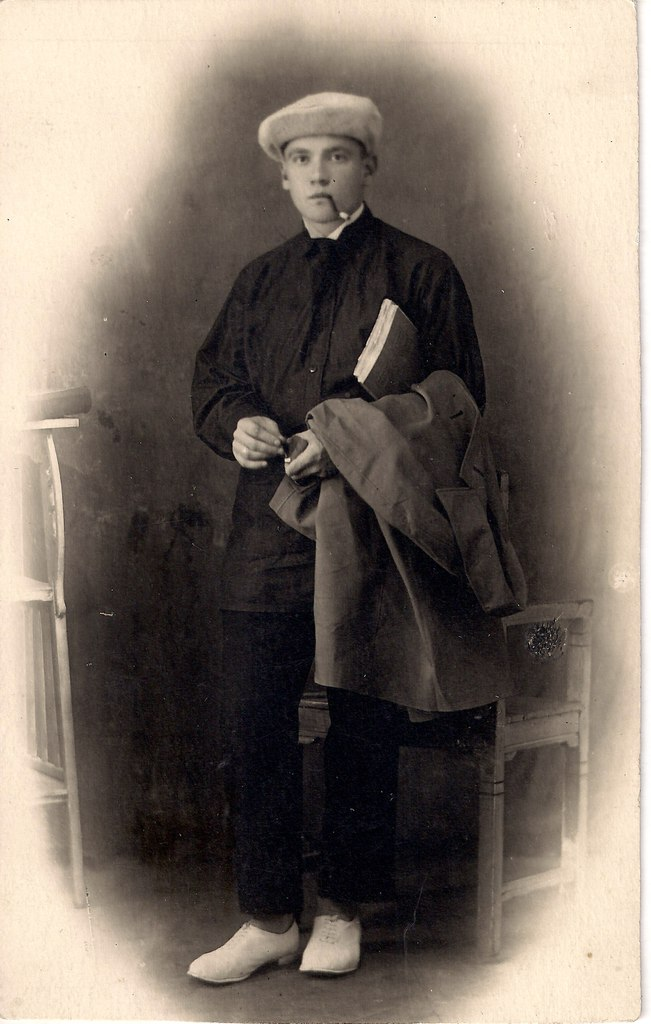
Максим Лужанін у 1928 р.

Дід майбутнього поета мав три десятини землі, з яких його чотири сини не могли прогодуватися. Залишивши рідне село Нянькове на Новогрудщині, батько письменника Амвросій Каратай (1866-1931) в пошуках заробітку опинився на Случчині, де закінчив початкову школу. Служив дяком у Пруській церкві.
Лужанін рано навчився читати. Закінчив семирічку в Червоній Слободі. У 1924-1928 навчався в Мінський державний педагогічний інститут . Разом з П. Глібкою і П. Кроликом під загальним псевдонімом «чоботарі» готував газету «Червоний промінь». У 1928-1931 навчався на літературно-лінгвістичному відділенні педагогічного факультету БДУ. Був членом літературних організацій «Маладняк» (з 1925), «Ўзвышша» (з 1926). Працював в журналі «Ўзвышша» (1930-1931) і на Білоруському радіо (1931-1933). Влітку 1931 одружився з Євгенією Пфляумбаум. Був хрещеним батьком Тадіяни Кляшторної — доньки білоруського поета Тодара Кляшторного
Заарештований ГПУ БССР 15 березня 1933 Мінськ за адресою: вул. Ленінська, д. 25, кв. 4 по справі «Білоруського народного товариства"; засуджений особливою нарадою при НКВС 10 серпня 1933 як «член контрреволюційної соцдемовської організації» до 2 років заслання. Висланий в Маріїнськ Кемеровської області. У 1935-1941 рр. — редактор Головної редакції літератури з машинобудування в Москві. Закінчив Подільське піхотне училище (1942). Брав участь в німецько-радянській війні.
З 1944 завідувач відділом культури газети «Звязда», відповідальний секретар журналу «Вожык» («Їжачок»), був референтом АН Білорусі (особистий секретар Якуба Коласа). Реабілітований судовою колегією у кримінальних справах Верховного суду Білорусі 24 серпня 1956. З 1959 — член сценарної колегії, в 1967-1972 рр. головний редактор кіностудії «Білорусьфільм». У 1968 брав участь в роботі XXIII сесії Генеральної Асамблеї ООН, в ході якої переніс інфаркт. Член Спілки письменників з 1943.
Помер в ніч на 13 жовтня 2001 року в Мінську. Письменник не дожив 3 тижні до свого 92-річчя. Був похований на цвинтарі села Паперня Мінського району, поруч з могилою Євгенії Пфляумбаум..

## Творчість

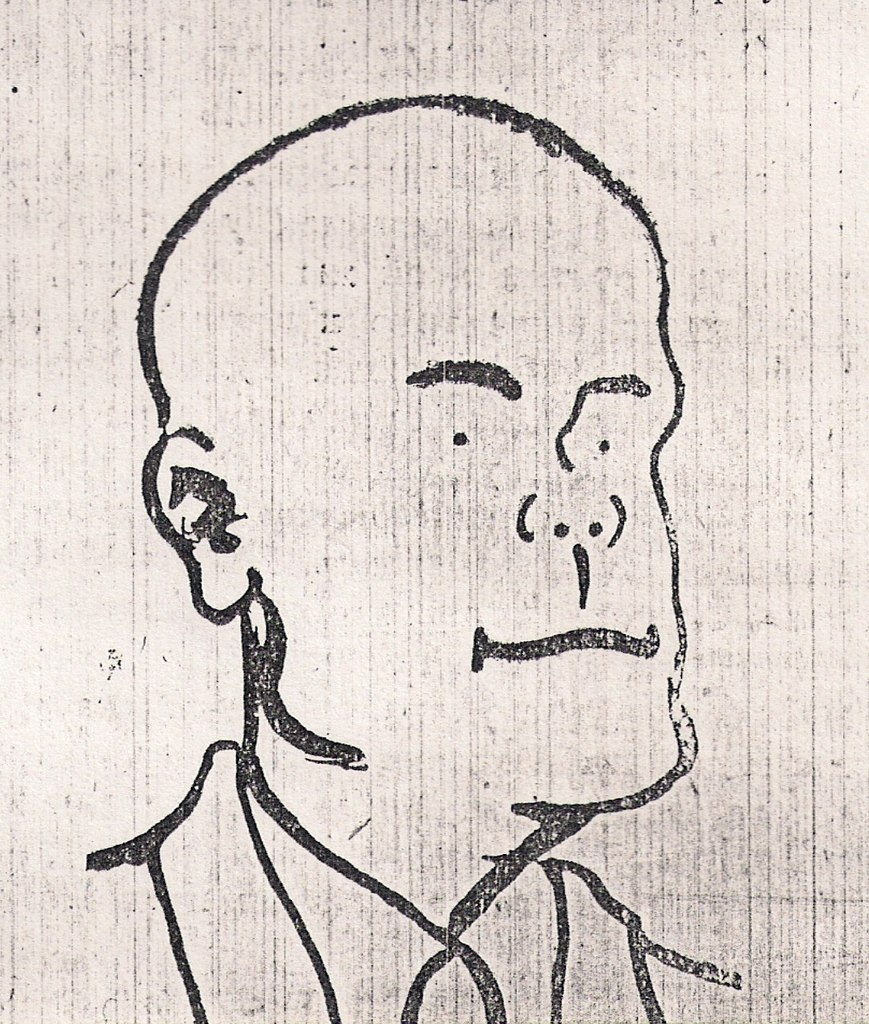
Максим Лужанін. Шарж художника Алейникова. 1933

Дебютував 1925 віршем «Звоніць восень» в журналі «Чырвоны сьцяг». Автор збірок віршів і поем. У 1960 вийшли Вибрані твори в 2 томах, в 1968-1970 рр. — зібрання творів у 3-х, в 1979 — у 4-х томах. Працював в галузі художньої прози і літературної критики.
Автор сценаріїв художнього фільму за однойменною п’есою Янки Купали «Паўлінка» (поставлений у 1952) і документального — «Народны паэт» (поставлений у 1952), з А. Куляшовим написав сценарій художніх фільмів «Першыя выпрабаваньні» (поставлений у 1960), «Запомнім гэты дзень» (поставлений у 1967).
Білоруською мовою переклав «Вечори на хуторі біля Диканьки» (1950) і «Вибрані твори» М. Гоголя (1952), «Переяславську Раду» Н. Рибака (1954-1955), окремі твори А. Міцкевича, В. Сирокомлі, Ю. Тувіма, В. Маяковського, та ін. Втім, Євгенія Пфляумбаум була автором перекладів багатьох творів світової класики, перекладачем яких значиться Максим Лужанін.
Письменнику присвячений документальний фільм «Назавершаная хата» (1993).
Лауреат Літературної премії Білорусі імені Якуба Коласа (1965) за книгу «Колас расказвае пра сябе». Заслужений діяч мистецтв Білорусі (1969), заслужений діяч культури Польщі (1975).

### Поезія
За Л. Горелик, початок творчості М. Лужаніна і пошуки свого особливого голосу повністю пов'язані з молодняковською поезією, своєрідними зразками якої є його книги «Крокі» і «Новая ростань». Для них характерні абстрактно-образна символіка, революційна романтика, піднесено-урочистий настрій, кольорове сприйняття світу, зорові і слухові асоціації. На думку В. Гніломьодова, «це нагадує свого роду літературний авангардизм. Ускладненість мови, стилю, притаманна однаковою мірою і поезії, і прозі... ». Однак, як зауважує критик, «мова в білоруській поезії ніколи не ставала самоціллю творчості, джерелом для абстрактних побудов»..
Втім, на вульгаризаторські вимоги тодішньої критики М. Лужанін починає активно вводити в свою поезію робочі ритми соціалістичного будівництва. Іноді в рік виходили по дві-три його книги: поема «Неаплочаны рахунак» (1930), збірки «Кастрычнікам! Ліпенем! Маем!», «Аднагалосна» і «Галасуе вясна за вясну» (все у 1931), «Галасы гарадоў» і «Першамайская вуліца» (обидві у 1932). Але з трьох книг 1931 року дві майже повністю повторюють першу. Вірш «Галасуе вясна за вясну» поміщений у всіх виданнях цього року. Повторюються також в різних виданнях вірші «Дзень гневу», «Сьлівень паказвае рогі», «Дужасьць», «Маёвае».
У своїй статті «Нотатки про творчість Максима Лужаніна» (Узвышша, 1931, № 10) П. Глебка констатує, що письменник належить до групи супутників правого крила, а це письменники, які «найбільш були під впливом буржуазної ідеології». Намагаючись відхреститися від навішаних ярликів, М. Лужанін поквапився переконати критиків у своїй відданості партії і справі соціалізму. У вище зазначених книгах з'явилися бойові комсомольсько-піонерські гасла, римування публіцистика, більшовицькі заклики до пильності і боротьби з ворогами («Теми-гасла на агітплакати»). Критика відзначила в книгах 1930-1932 рр. позитивний поворот до революційної дійсності і схвалювала творчу перебудову автора. П. Глебка зауважив: «це зрушення переводить творчість Максима Лужаніна з правого на ліве крило сподвижництва. Завдання тепер ... полягає в тому, щоб цей зсув поглибити, щоб перейти на новий, вищий щабель — в союзники пролетарської літератури».
Проте, поет не завжди дотримується приписів критики, іноді висловлюючи антиномію погляду на її постулати («Сьмешная геральдыка», «Вясновы сыгнал»). Іноді поета змушують виправдовуватися, сповідатися в своїй автобіографічній безгрішності («Сны аб моры»).
Вірші про кохання М. Лужаніна, зібрані у книжках «Два галасы пад выраем» (1933—1940) і «Птушка юнацтва» (у кнізе «Прага крыла»), на думку Л. Горелик, стали значним надбанням білоруського поезії. Результатом використання дольника і наполегливого звернення до розкутих ритмів є поява відчутно більшої в порівнянні з колишніми творами свободи мислення, досконалості віршованого рядка і дисциплінованості думки.
Твори військового періоду були зібрані поетом в книзі «Шырокае поле вайны» (1945), де описується сувора проза солдатських буднів і біографія фронтового покоління. Поет широко використовує метонімію, наділяючи неживі предмети і явища природи рисами тварин.
Найбільш плідними для поетичного натхнення М. Лужаніна стали 1970-80-ті рр., коли виходять книга за книгою: «Росы на коласе» (1973), «Прага крыла» (1974), поэма «Як нараджаўся новы сьвет» (1975), «Лявоніха» (1977), «Галасы над выраем» (1980), «Паразмаўляй са мной, зямля» (1983), «Вярнуся ветрам» (1987). Багато віршів зі згаданих збірок носять медитативний характер. Критик В. Бечик відзначає посилення словесної експресії символікою, пошуки шляхів до внутрішнього психологізму і використання ускладнених римувань і строфіки.

#### Естетичні принципи
На думку Вл. Гніломьодова, епічність — одна з головних типологічних рис поезії Лужаніна. Він відходить від монологічної лірики. Душевне життя проступає в його віршах опосередковано, у «формах самого життя» — через об'ективізовані образи, деталі і подробиці, які набувають важливого значення в естетичній системі М. Лужаніна. Також критик відзначає дві капітальні та взаємопов'язані категорії поезії автора, як історизм і народність, перша з яких випливає з «багатства пережитого ним і країною, вміння бачити сьогоднішній день як ланку між минулим і майбутнім, у зв'язках історичної ретроспективи і погляду в майбутнє, а риси останнього полягають в самій лексиці і синтаксисі його поезії, в умінні лаконічно висловити афоризми, «знайти потрібне і єдине придатне на цей раз слово, зворот».

### Проза
В оповіданнях «Багун», «Мяцеліца», «Бабіна лета» та інших автор прагнув виявити новий погляд на життя, зміни в білоруському селі, багато уваги приділяв аналізу душевних настроїв, психології людини. На думку В. Гніломьодова, проза Лужаніна 20-х рр. є ритмізованаю, вона засвідчила схильність письменника до «орнаментальної» поетики, здатної пластично відтворити рух життя. Проза Максима Лужаніна подобалася К. Чорному
До прозового жанру письменник повернувся в 1950-ті, 1960-ті рр. А. Вертинський зазначив: «За що б він не брався — всюди, і в прозі, і в кінодраматургії, перш за все відчувається, що автор цих творів поет». В. Гніломьодов зазначає, що проза Лужаніна 1950-60 рр. нічим не схожа на поетичну прозу 1920-х рр: «вона стала аналітичною, більш реалістичною і активною у стилістичному відношенні». Високі морально-етичні принципи взаємовідносин між людьми, патріотичні почуття, усвідомлення своєї людської гідності, схильність до гумору, вроджена Гострота білоруських селян опоетизували в його книгах «Дванаццаць вячорных вогнішчаў» і «Людзі, птушкі, прастор».

### Публіцистика
Разом з тим поет зосереджувався і на мовознавчих питаннях. Свою візію мовної майстерності письменник підкріплював публікацією теоретичних статей «Пісьменьнік і мова» (1950), «Мова ў газэце» (1960—1962), «Магчымасьці мовы» (1973, 1976), де викладаються вимоги до мови художніх творів. Зразком літературної мови вважав твори К. Чорного

### Поезія
Збірки поезій
- «Крокі» (1928)
- «Новая ростань» (1930)
- «Аднагалосна» (1931)
- «Галасуе вясна за вясну» (1931)
- «Кастрычнікам! Ліпенем! Маем!» (1931)
- «Першамайская вуліца» (1932)
- «Шырокае поле вайны» (1945)
- «Моваю сэрца» (1955)
- «Прасторы» (1958)
- «Прага крыла» (1974)

Паэмы
- «Неаплачаны рахунак» (1930)
- «Галасы гарадоў» (1932)
- «Як нараджаўся новы сьвет» (1975)

Вірші і поеми
- «Поступ» (1950)
- «Сьвятло Радзімы» (1952)
- «Росы на коласе» (1973)
- «Лявоніха» (1977)
- «Галасы над выраем» (1980)
- «Паразмаўляй са мной, зямля» (1983),
- «Вярнуся ветрам» (1987)

Дитяча література
- «Вершы для дзяцей» (1948)
- поема-казка «Хто робіць пагоду» (1960)

### Проза
Мемуари
- «Вачыма часу» (спогади, артикули, есеї, 1964)
- «З ранку да вечара» (роздуми, начерки портретів, 1978)

Книги прози
- «Колас расказвае пра сябе» (1964)
- «Дванаццаць вячорных вогнішчаў» (1968)
- зборнік сатыры і гумару «Сілівон на дачы» (1958)
- кніга публіцыстыкі «Рэпартаж з рубцом на сэрцы» (1973),

Зборнікі аповесьцяў, апавяданьняў, успамінаў
- «Людзі, птушкі, прастор» (1976)
- «Песні зь леснічоўкі» (1982)
- «Сустрэчы» (1982)
- «Трое» (1989)